# 犬夜叉 (架空の人物)
犬夜叉（いぬやしゃ）は、高橋留美子の漫画作品『犬夜叉』に登場する架空の人物で、同作の主人公。アニメ版での担当声優は山口勝平、初代サンデーCM劇場での声優は関俊彦。舞台での演者は佐藤アツヒロ（初代）、喜矢武豊（2代目）。

## 人物
人間換算年齢15歳、実年齢は不明。劇場版「天下覇道の剣」では、200年前に犬夜叉の父が亡くなったのと同じ日に生まれており、200歳という事になるが、原作では父の記憶を朧気ながら持っている他、劇場版とTVアニメシリーズで設定が共有されているかも不明である。一人称は「おれ」。
妖怪と人間の間に生まれた半妖であり、父は西国を根城にしていた犬の大妖怪、母は没落系貴族の人間である。母の事は慕っていたようだが、父の事はほとんど記憶にないため、敬意はほとんどみせない（そのため、冥加から「さんざん形見の鉄砕牙に世話になっておきながら親不孝もん！」と非難された）。
常に荒らげた口調を用いる荒くれ者だが、根は優しく良心的。元来が好戦的な性分ゆえ、基本的に敵とみなした相手には容赦せず、やむを得ず斬り倒した際なども情をかけることはない。一方、相手が命乞いや謝罪をしてきた場合は、とどめを刺さずに見逃す、人間相手には手加減をするなど、無意味な殺生を嫌う面もある。
自身と同じ立場にある半妖と出くわした際は、何かしら気にするような態度を見せる。それは奈落も例外ではなく、人間の心を持ちながら妖怪の生き方を選んだ彼に対し、激しい怒りを見せている。
かごめと同様に骨喰いの井戸を通り抜けることができ、一行の中では唯一戦国時代と現代を自由に行き来できる。かごめの家に来た際は主に飼い猫のブヨと遊んでいることが多い。
半妖の証である犬耳と銀髪が特徴的。耳の感触は生の餃子の皮5枚分とのこと。時折、犬らしい仕草をすることもあるが、犬扱いされると怒る。鼻が非常に利き、地面や空気中に残ったわずかな臭いで、標的を探すことが大の得意。その反面、臭いの強いものは苦手という弱点を持っている。鼻は普段は湿っており、風邪をひくと乾く。右目には黒真珠が隠されており、父の墓がある場所へつながっていた。
最初期に楓の手によって言霊の念珠を首にかけられており、かごめの魂鎮めの言霊「おすわり」で地面に叩きつけられる。かごめのことは最初は邪険にしていたのだが、彼女の優しさや明るさ、そして逞しさに次第に惹かれていく。そのため、かごめが関わると足が速い。
兄の殺生丸とは父の形見の鉄砕牙をめぐって殺し合いにまでなるほど仲が悪かったが、互いに奈落を追う旅やりんの影響で殺生丸が変わっていくにつれ、お互い嫌っているのは変わらないながら動向を気遣う様子も見せるようになっていった。
非常に好奇心旺盛で、かごめの荷物である数学の教科書に興味を示したり、一人のときにかごめの自転車に乗る練習をしていたり、いつの間にか懐中電灯を使いこなしたりしている。
基本的に直情傾向にあるため、頭脳戦は少々苦手。それゆえ、作中を通じて相手の計略に何度も嵌っている。一方、非常に勘が鋭く、相手の弱点を見破ったことも多々ある。
食いしん坊でもあり、好物はカップ麺とポテトチップスとたくあん。辛い食べ物は苦手。

### 過去
幼少期は貴族（没落系）である母と共に屋敷で過ごし、半妖という存在から疎まれ除け者にされていた。殺生丸曰く、父方の家系からも半妖ということで晒し者扱いをされていた模様。
母の死後は孤独な日々が続いており、幼少時は大妖怪の子であっても、妖怪に敵わず逃げ惑う日々を送っていた。このような境遇から次第に荒れ始め、強くなるため妖怪たちとの戦いに明け暮れる。それでも詐欺や人質を取ったりするなどの卑怯なやり方を嫌っていて、正々堂々と敵を倒すという武人的な考え方を持っていた。そのような生い立ち故に15歳（実際は200歳）にしては単純で子供っぽく、何でもかんでも力任せに突っ込んでいく戦い方が多かった。それ故に奈落や七人隊の煉骨など権謀術数を使う奸智に長けた敵には、相手のいいように翻弄される事も少なくない。中盤ではこの戦い方が原因で、かごめ、弥勒、珊瑚の3人が霧骨の毒を吸って衰弱した末に呼吸停止まで引き起こし、危うく死なせかけるという事態にまで陥ってしまった時には、普段は自分の非を意地でも認めようとしない犬夜叉も自分の至らなさを本気で反省した。
やがて、四魂の玉を狙う中で出会った桔梗と恋仲になり、四魂の玉を使って人間になり、共に生きることを約束するも、奈落の策略により2人の仲は引き裂かれ、桔梗の封印の矢によって御神木に磔にされ封印された。

### かごめとの出会い
封印から50年後、500年後の世界からやってきた桔梗の生まれ変わり（日暮かごめ）によって封印を解かれる。当初は桔梗に似ていた彼女を嫌っていたが、行動を共にするうちに次第に心を開いていき、やがて恋心を抱く。桔梗が蘇ってからは彼女とかごめの2人の女の間で揺れ動く、いわばどっちつかずの状態であり、そのたびにかごめを傷付けていた。その一方でかごめが鋼牙を始めとする他の男に言い寄られているのを見ると、かごめの制止を無視して途端に突っかかるなど嫉妬深い一面も見せるようになった。当初、かごめから話を聞いた現代の友人ら（由加、絵里、あゆみ）からは「二股かけてて、やきもち妬きで、暴力をふるう最低な男（二股暴力男）」と言われていた。奈落や四魂の玉との戦いが終わり、かごめを現代へ送った後、骨喰いの井戸が繋がらなくなってからは弥勒のお祓いの手伝いをしながら楓の村に住んでおり、それから約3年後、再び繋がるようになった骨喰いの井戸からやってきたかごめと再会する。本作の続編アニメ『半妖の夜叉姫』ではかごめと夫婦となったのち、一人娘のもろはを儲けている。

### 半妖として
父親から受け継いだ妖怪の血が非常に強力なため、命の危機に晒されると妖怪の血が体を支配し、一時的に完全な妖怪へと変化する。その姿は、頬に爪痕のような紫の痣が現れ、目は赤く染まり、より鋭利に尖った爪をもつ、恐ろしげな姿になる。特に妖気は凄まじく、殺生丸さえ初めて犬夜叉の変化を目の当たりにした際、怖れを感じたと心中でつぶやいている。変化すると大幅に戦闘能力が上がる（重傷を瞬時に回復したり毒を無効化するなど防御力も飛躍的に上がる）一方で、理性を失い自分以外の生命をおよそ無差別に破壊し始める。恐怖感や痛みを全く感じなくなり、敵（他者）を切り裂く喜びが主な感情となる。その身が滅ぶまで暴走は止まらない。何度も変化を繰り返すと妖怪の血に心を喰われ、最終的に心を失うとされている。また、本人は変化している間の出来事を覚えていない。窮地に陥ってもこの変化を防ぐ手段は鉄砕牙を持つことだけで、変化中でも鉄砕牙を手にすれば変化を戻す、あるいは理性を取り戻すことができる（かごめの「おすわり」によって鎮められることもある）。
半妖である彼は、月に一度巡ってくる朔の日（新月）の夜には妖力が失われ、爪と牙は人間のものになり、銀色の髪や金色の瞳も黒く染まり、鼻も利かず、鉄砕牙の変化も出来なくなり、さらには火鼠の衣も妖力を失いただの衣になる。これは朔の日、昼は妖気のない半妖、日没とともに人間になり、日の出とともに妖力が甦り半妖へ戻ることによるものである。このことから犬夜叉にとって朔の日を知られることは命取りとなる為、他人に教えることは絶対に無く、ずっとひた隠してきたが、彼の仲間たちは旅の中で知ることになる。また殺生丸は以前から知っていたようだが、後に鋼牙一行や、神楽、魍魎丸にまで知られることとなった。妖力を失う日は個人差があるようだったが、続編『半妖の夜叉姫』では、せつな、とわも朔の日に妖力を失う。また、四半妖（クォーター）にはこの特徴はない。
百鬼蝙蝠の半妖の紫織は蝕の日に妖力を失う。
当初は四魂の玉を使い完全な妖怪になることを望んでいたが、蛾天丸との闘いの成り行きで妖怪化して悪人を手に掛けてしまった上に（結果的にではあるが）守った村人たちからも化け物扱いされた経緯を経て、四魂の玉を使って妖怪になっても同じようになってしまうと悟ったのか、それ以降は完全な妖怪になる望みを断念している。しかしながら断念後も人間と妖怪は根本から違うという部分は否定しておらず、普通の人間が妖刀を持っていると激しく非難している。
また、かごめのいる現代で日暮神社の外へ行く場合は、犬耳を隠すために日暮家から借りた帽子などを被る。

## 戦闘能力
普段から身に纏っている赤い衣と袴は、火鼠の毛を織ったもので、火や毒を防ぐ強力な鎧となる。また、犬夜叉自身も頑健な肉体のため、普通の人間ならば首が吹っ飛ぶほどの圧力にも耐える。さらに、生命力も相当なもので腹に穴が空いても何とか戦え、傷は3日もあれば治る。
馬力においても並みの妖怪を遥かに凌ぎ、父が遺した妖刀鉄砕牙（てっさいが）を主な武器とするほか、犬型の半妖ならではの武器である爪を用いた技を使う。
妖怪化した場合、知性以外の能力が半妖時と比べ飛躍的に向上し、変化前に受けた重傷も瞬時に治癒する。

### 技
当初の使用技は主に爪を使う散魂鉄爪と飛刃血爪のみであったが、鉄砕牙を手にしてからは多くの技を習得していく。
散魂鉄爪（さんこんてっそう）
敵陣に突進しながら切り裂き爪で攻撃する。単純な技ながら、鉄骨を突き破る程の威力がある。
飛刃血爪（ひじんけっそう）
爪についた血に妖力を込め硬化させ刃として飛ばす。犬夜叉の流血に油断した敵の隙を付く奇襲技である。動きの速い敵や遠距離攻撃を得意とする敵に効果を発揮する。
風の傷（かぜのきず）
本来は妖気と妖気がぶつかることで生まれる風の裂け目の名称。
鉄砕牙で風の傷を切り裂くことで、強烈かつ広範囲の衝撃波を放つ。竜骨精との闘いで常に鉄砕牙に風の傷が纏うようになり、いつでも自在に風の傷を放つことができる。射程は約80ｍ。
爆流破（ばくりゅうは）
敵の妖気に対するカウンター技である鉄砕牙の奥義。敵の妖気を風の傷で逆流させ、無数の渦を発生させ敵に返す必殺技。威力は「敵の妖気+犬夜叉の風の傷」であり、敵が強ければ強いほど威力が上がる。使用には敵が行う強力な妖気の放射と、敵の妖気を圧倒する犬夜叉の気が必要となる。
性質上、妖気の通わない攻撃は一切返すことができない。アニメでは逆に相手の妖気が弱すぎても使用できない事が明かされている。
結界を破る赤い鉄砕牙
刀身が赤く光り、結界を破る能力がついた。百鬼蝙蝠の半妖・紫織の持つ血玉珊瑚を斬ったことで変化した。直接斬りつけるだけではなく、この状態から風の傷を出す事でも破れる。大抵の結界は簡単に斬り裂けるが、白童子や新生奈落などの強靭な結界には効かない。
金剛槍破（こんごうそうは）
宝石を司る大妖怪・宝仙鬼の妖力。金剛石の槍を飛ばし貫通力に秀でた技。父親の墓を守る宝仙鬼を斬ったことにより手に入れた。習得当初は新生奈落の結界を容易く貫く威力を見せた。新生奈落に四魂の玉で復活させられた鬼の腹を貫くことは出来なかったが、四魂のかけらで強化された鉄砕牙の金剛槍破で貫くことが出来た。後に魍魎丸の罠にはめられて妖力を奪われたため、魍魎丸も使用することができ、魍魎丸を取り込んだ新生奈落も終盤までこの技を使用した。
アニメでは犬夜叉がかごめの自転車を不意に破壊して弁償方法を模索していた際に、現代での金剛石の価値の高さから金剛石の換金を草太に提案され試射するも金剛石は発生せず、私情目的では金剛石は発生しない模様。
高橋留美子展の特別アニメではしつこくかごめを軟派する諸星あたるを撃退している。
竜鱗の鉄砕牙（りゅうりんのてっさいが）
相手の妖気を吸収、もしくは妖穴を斬って決壊させる。妖気の源である妖穴を斬ることで通常の妖怪は即死する。一方で複数の妖怪で成り立っている奈落や魍魎丸には即死効果はない。刀秋の鍛えた奪鬼を折ったことで得た形態。最初は妖気の逆流により犬夜叉には扱えなかったが、二枯仙を斬る事で仙気を帯び、わずかな妖気に限り吸収できるようになる。さらに、妖怪の大仙人・妖霊大聖の妖穴を斬ったことにより妖気の逆流を完全に抑えることが出来るようになった。妖穴斬りは妖霊大聖の修行で習得した。殺生丸と曲霊との戦いでは犬夜叉自身の妖穴を使った技が使われた。
鉄砕牙の炎
金禍と同化した鉄砕牙の力。刀身に炎を纏う。銀禍が魍魎丸に取り込まれ金禍が魍魎丸を斬ってくれと言う願いを込めて鉄砕牙と同化した。そして魍魎丸に吸収された銀禍と共鳴して魍魎丸を追い詰めた。魍魎丸が取り込んだ銀禍を捨てた為、共鳴の力はなくなった。完結編ではどちらも魍魎丸に取り込まれたため、登場しない。
冥道残月破（めいどうざんげつは）
冥道を開き、敵をそのまま冥界へと送る技。殺生丸との戦いで天生牙から吸収した。
使用者の資質により、威力や特性が異なる。犬夜叉の場合、「斬る刀」である鉄砕牙の性質を反映して、三日月型の斬撃として冥道を放つ。
当初はオリジナルである死神鬼や天生牙の場合と同じく真円の冥道を開いていたが、奈落との最終決戦時に犬夜叉の技として完成された。完成した冥道残月破は、殺生丸の爆砕牙を超える威力と攻撃範囲となっている。アニメでは真円の冥道と使い分ける事もできるようで、根の首に対して真円の冥道残月破を使用している。
また一度きりとはいえ、この技も金剛槍破同様、奈落一派に悪用され、曲霊に憑依された犬夜叉、妖力を写し取った夢幻の白夜が使用している。

### 持ち物
鉄砕牙（てっさいが）

火鼠の衣（ひねずみのころも）
犬夜叉が普段身に纏っている赤い衣人間の鎧よりも遥かに頑丈で、普通の人間なら致命傷になり兼ねない物理攻撃を防いだり、奈落の瘴気もある程度なら防ぐことが出来る。また、炎で燃えることもない（犬夜叉が朔の日（新月）の夜、妖力を失い人間になっている間はただの着物になる）。衣自体にも妖力が備わり、破られても自己再生する。
言霊の念珠（ことだまのねんじゅ）
復活した犬夜叉を鎮める為に、楓が犬夜叉の首につけた数珠。かごめが魂鎮めの言霊である「おすわり」を言うと、数珠に込められた霊力が発動し、犬夜叉を下に引っ張り地面に思いっきり叩きつける。特別な霊力を持っているらしく、犬夜叉自身では外す事はできない。かごめ以外の者が「おすわり」と言っても反応しない。

## 逸話
- 原作者の高橋が「犬夜叉役には、山口勝平さんしかいない!」と、製作サイドに交渉し山口を推薦した。犬夜叉役のオーディションには、劇場版『犬夜叉 時代を越える想い』で瑪瑙丸を演じた関智一もいた。なお、山口はオーディションにおいて悪役である奈落役も受けていた。
- また、高橋は後年においてこの犬夜叉というキャラクターを「自分が初めて描いた少年漫画のヒーロー」だと語っている。

## その他
- 2001年にアニメージュのアニメグランプリ第24回で男性キャラクター部門では第1位に選ばれた。
- 高橋留美子展の特別アニメでは、ラムを見て敵と思い込み、「行きがけの駄賃だ! 退治してやるぜ!」と息巻いて鉄砕牙で切りかかろうとするが、かごめによる「おすわり」の言霊で鎮められている。
- 早乙女乱馬とも出会っており、獣染みた一面をみた乱馬には「どこの呪泉郷に落ちたんだ? えらく中途半端な落ち方をしたみたいだな」と言われていた。なお、乱馬と犬夜叉はどちらも山口が声をあてているため、犬夜叉は乱馬に「お前、俺の声に似てるな」と返している。
- 2019年に実施された「発表!全るーみっくアニメ大投票 高橋留美子だっちゃ」キャラ部門では第1位に選ばれた。
- イードが主催した「アニメに登場する“犬”キャラといえば?」と題した読者アンケートでは、『銀魂』の定春に次いで『クレヨンしんちゃん』のシロと同率第2位に選出された[7]。
- ランキングー!が主催した「銀髪・白髪系イケメンキャラクター人気ランキング【アニメ】」と題した読者アンケートでは、『呪術廻戦』の五条悟に次いで第2位に選出された[8]。
- 京極夏彦が執筆した小説シリーズ『虚実妖怪百物語』では、殺生丸と共にカメオ的なゲストキャラクターとして犬夜叉が登場する場面が存在する[9]。